# Baykar Bayraktar Akıncı
Il Bayraktar Akıncı è un APR da alta quota e lunga autonomia sviluppato dalla turca Baykar Technologies per l'utilizzo da parte delle Forze armate turche.

## Storia del progetto
Le prime immagini del nuovo drone sono state  diffuse dai media nel giugno 2018.
Terminata la fase di progettazione preliminare nel giugno del 2019, l’Akinci ha iniziato i primi test a terra nell’agosto successivo, in particolare quelli riguardanti il propulsore, la turboelica ucraina Ivchenko-Progress Al-450C, effettuati il 1 settembre successivo.
Durante lo stesso mese, c’è stata la presentazione al pubblico, che è avvenuta durante il Teknofest Aviation, Space and Technology Festival.
Dopo il completamento di altri test tecnici a terra, il primo primo prototipo dell’Akinci è stato portato sull’aeroporto dell’Esercito turco di Çorlu, dove, ha effettuato con successo il suo primo volo il 6 dicembre 2019.
Il 10 gennaio 2020, ad un mese dal primo volo, l'Akinci è decollato nuovamente, rimanendo in volo per un'ora e sei minuti e raggiungendo l'altitudine di 2.000 metri.
Il 13 agosto 2020 ha decollato per la prima volta il secondo prototipo dell'Akinci. Il secondo prototipo è decollato alle 17:28, restando in aria per un'ora e due minuti, eseguendo test nell'ambito della verifica e identificazione del sistema.
Il 22 agosto 2020, durante un volo di prova durato tre ore e 22 minuti, il primo prototipo ha superato l'altitudine di 30 000 piedi (9 144 m).
Il 2 marzo 2022 ha volato per la prima volta la nuova versione Akinci-B, dotata della turboelica di progettazione canadese Pratt & Whitney PT6A-135A capace di erogare una potenza di 750 CV. L'Akincı B è rimasto in volo per 1 ora e 16 minuti ed ha completato con successo i test dei parametri aerodinamici. In fase di sviluppo c'è la versione Akıncı-C, che sarà dotata di un motore ancora più potente, capace di erogare una spinta di 1.900 CV.

### Tecnica
Caratterizzato da un design innovativo, l’Akinci si presenta come un UAV strategico molto più grande nelle dimensioni in confronto all’altro prodotto della Baykar, il Bayraktar TB2, rispetto al quale può trasportare un maggior numero di carichi utili.

### Propulsione
La propulsione è assicurata dalla turboelica Al-450C da 450 CV di potenza, prodotta dall’ucraina Ivchenko-Progress Al-450C, presente in due esemplari, installate ognuna sotto le ali.
Nella versione Akinci-B, la propulsione è assicurata dalla più potente turboelica PT6A-135A della canadese Pratt & Whitney Canada con potenza di 750 CV.

### Elettronica
L'Akıncı è equipaggiato con un radar AESA (Active Electronically Scanned Array) di concezione nazionale denominato MURAD, doppio sistema di comunicazione satellitare, radar SAR, suite EO/IR, sistema anti-collisione ed è in grado di decollare ed atterrare autonomamente.

### Armamento
Per le missioni aria-aria e aria-superficie, l’Akinci può disporre di una vasta gamma di armamenti.
Esso può trasportare missili aria-aria di produzione nazionale Gokdogan e Bozdogan per le missioni aria-aria.
Per le missioni aria-superficie, la gamma di armamenti comprende: Mini Smart Munition MAM-L e MAM-C, razzi non guidati Cirit, missili L-UMTAS, Mini Smart Munition Bozok, bombe Mk 81/82/83, bombe guidate e missili da crociera SOM-A.

## Versioni
- Akinci-A: UAV da combattimento per la sorveglianza a lunga autonomia, e a grandi altitudini.
- Akinci-B: Versione dotata di due turboeliche Pratt & Whitney Canada PT6A-135A capaci di erogare una potenza di 750 CV.[5]
- Akinci-C: Versione in fase di sviluppo dotata di due turboeliche ancora più potenti, capaci di erogare una potenza di 1.900 CV.[5]

## Utilizzatori

### Governativi
Turchia
- Millî İstihbarat Teşkilatı

1 Akinci-A in servizio al gennaio 2024.

### Militari
Azerbaigian
- Azərbaycan hərbi hava qüvvələri

Almeno un Akinci-A in servizio al 9 febbraio 2024.
 Burkina Faso
- Force Aérienne de Burkina Faso

2 Akinci-A consegnati l'8 aprile 2024.
 Emirati Arabi Uniti
- Al-Quwwāt al-Jawiyya al-Imārātiyya

Un numero non precisato di Akinci-A ordinati, i primi due dei quali sono stati consegnati a dicembre 2024.
 Etiopia
- Ye Ithopya Ayer Hayl

Arrivo di un numero non precisato (secondo fonti due) di Bayraktar Akinci il 16 gennaio 2024.
 Kirghizistan
- Forze armate del Kirghizistan

1 Akinci-A e 1 Akinci-B consegnati il 28 ottobre 2023.
 Libia
- Al-Quwwat al-Jawwiyya al-Libiyya

Almeno un Akinci-A consegnato ed in servizio a luglio 2024.
 Mali
- Force aérienne de la République du Mali

Almeno 2 Akinci-A risultavano consegnati al 26 novembre 2024. Un esemplare è stato abbattuto il 1 aprile 2025 dopo aver violato lo spazio aereo algerino.
 Marocco
- Forces royales air

A novembre 2024 è stato comunicato l'acquisto di un determinato numero (forse 20) di Akinci, dopo che un primo accordo confermato ad agosto 2023, e con consegne previste da febbraio 2025.
 Pakistan
- Fi'saia Pakistana

7 Akinci-A ordinati. Primo esemplare consegnato ad aprile 2023 ed entrato in servizio a dicembre dello stesso anno.
 Turchia
- Jandarma Genel Komutanlığı

3 Akinci-B consegnati a luglio 2025.
- Türk Hava Kuvvetleri

9 Akinci-B consegnati all'agosto 2023.
- Türk Kara Kuvvetleri

6 Akinci-A in servizio al marzo 2022.